# 里奥格兰德共和国
里奥格兰德共和国（直译：「大河共和国」）是1840年1月17日—11月6日墨西哥總統安东尼奥·洛佩斯·德·圣安纳领导的墨西哥中央集權政府的反對者在墨西哥北部建立的一个独立国家。由於圣安纳將墨西哥從聯邦制變為單一制，引起墨西哥地方不滿。當時反對者除了成立里奥格兰德共和国，還成立得克萨斯共和国、萨卡特卡斯共和国和猶加敦共和國。最終，里奥格兰德共和国向墨西哥投降。